# Yulong Xueshan
Das Yulong Xueshan (chinesisch 玉龍雪山 / 玉龙雪山, Pinyin Yùlóng Xuěshān – „Jadedrachen-Schneegebirge“) ist ein Bergmassiv unweit von Lijiang im Nordwesten der Provinz Yunnan in der Volksrepublik China.
Der höchste Gipfel ist der 5596 m hohe Shanzidou (扇子陡,  Shànzidǒu). Die eine Seite des Massivs bildet die eine Kante der Tigersprung-Schlucht (虎跳峡,  Hǔtiào Xiá).
Der Shanzidou wurde bislang nur einmal am 8. Mai 1987 durch eine US-amerikanische Expedition bestiegen.

## Galerie

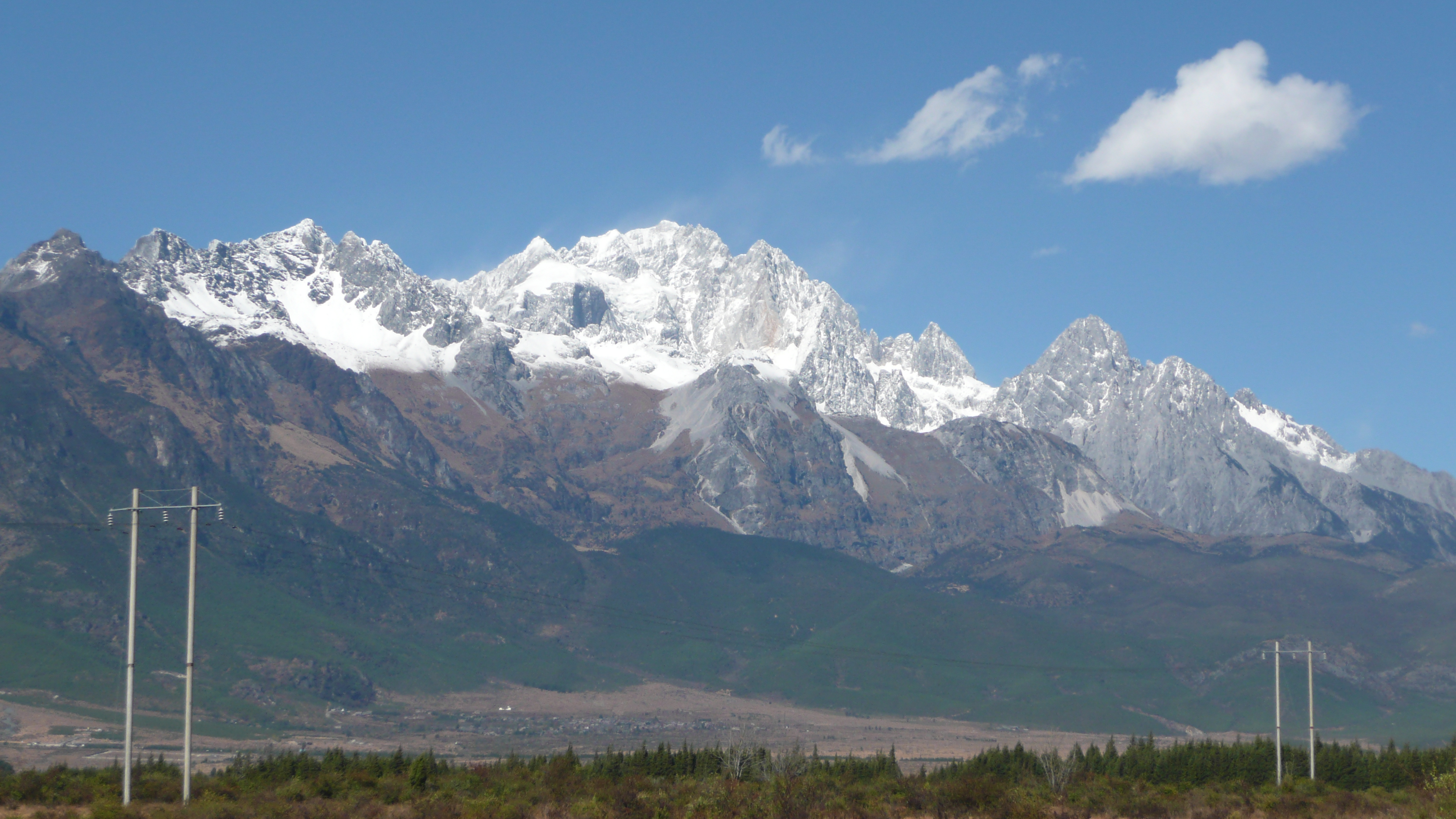
Der Jade-Drachen Schneeberg bei Lijiang
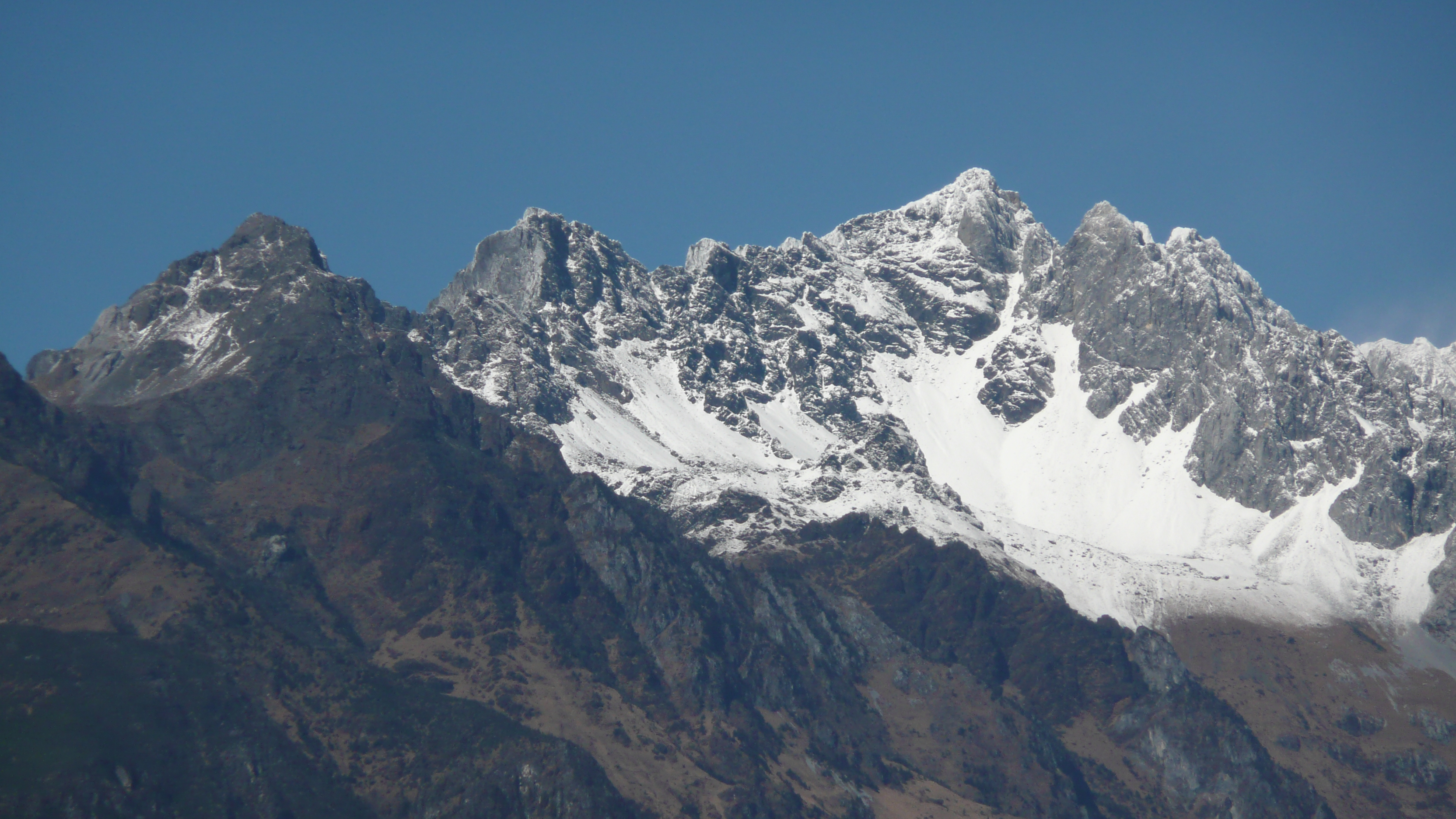
Die Gipfel des Jade-Drachen Schneebergs
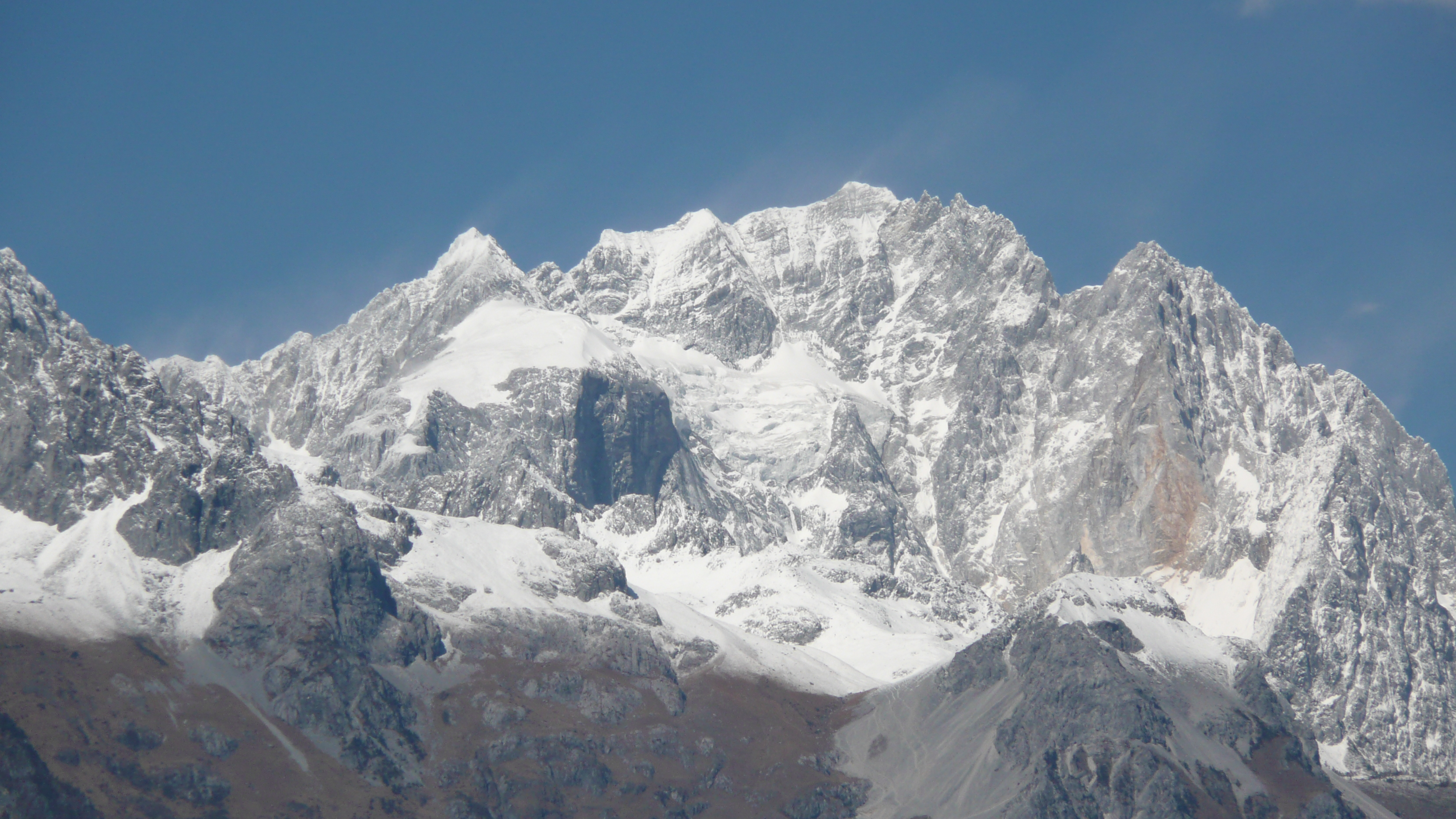
Die Gipfel des Jade-Drachen Schneebergs
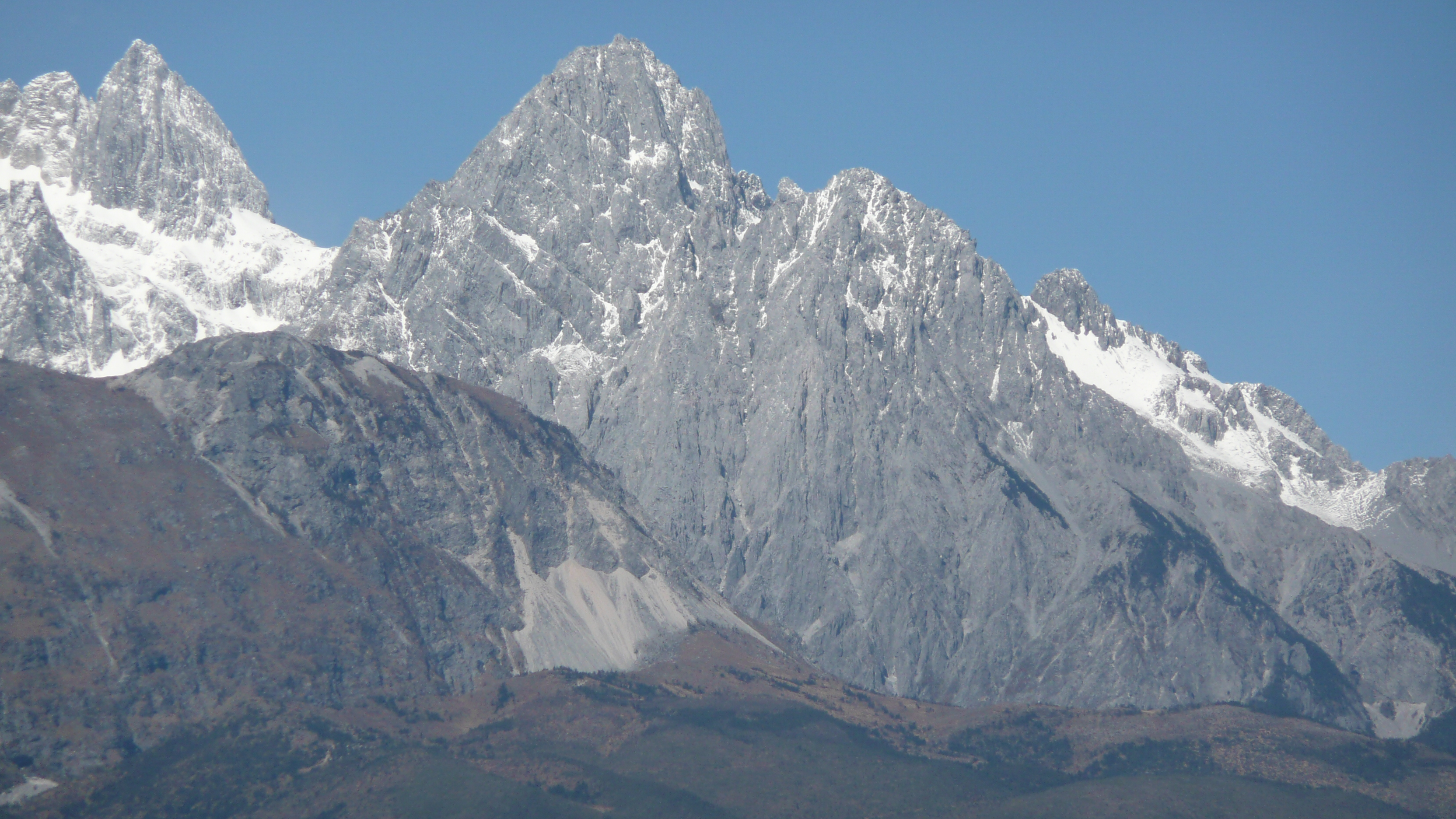
Die Gipfel des Jade-Drachen Schneebergs